# Trhové Sviny
Trhové Sviny (in tedesco Schweinitz in Böhmen) è una città della Repubblica Ceca facente parte del distretto di České Budějovice, in Boemia Meridionale.